# Hietajärvi (sjö i Nyslott, Södra Savolax)
Hietajärvi är en sjö i kommunen Nyslott i landskapet Södra Savolax i Finland. Sjön ligger 101,1 meter över havet. Arean är 55 hektar och strandlinjen är 7,49 kilometer lång. Sjön  ingår i Vuoksens huvudavrinningsområde.   Den ligger omkring 120 kilometer nordöst om S:t Michel och omkring 330 kilometer nordöst om Helsingfors. 
I sjön finns ön Palosaari. 